# Roger Waters: Us + Them
Roger Waters: Us + Them es una película de concierto y álbum en vivo británico de 2019 del músico y compositor británico Roger Waters, exmiembro y cofundador de Pink Floyd. La película fue dirigida por Waters y Sean Evans, y captura una actuación de la gira de Waters del mismo nombre. Esta es la segunda película en la que participan Waters y Evans, la primera fue Roger Waters: The Wall en 2014.
La película, grabada a lo largo de cuatro espectáculos desde el Ziggo Dome en Ámsterdam, incluye canciones de álbumes de Pink Floyd y del último álbum de Waters, Is This the Life We Really Want?.

## Lanzamiento
El estreno cinematográfico de la película estuvo acompañado de un documental titulado A Fleeting Glimpse, que captura imágenes detrás de escena de la banda ensayando, realizando pruebas de sonido antes de los shows y después de las actuaciones. Antes de su estreno en cines, la película se estrenó el 7 de septiembre de 2019 en el Festival de Cine de Venecia. La película se estrenó en cines de todo el mundo el 2 y 6 de octubre de 2019.
En mayo de 2020, se anunció que la película tendría un lanzamiento digital, comenzando con YouTube el 16 de junio, y seguido por un set de Blu-ray, DVD, 3 LP y 2 CD el 2 de octubre del mismo año, incluyendo como extra, el documental A Fleeting Glimpse y las canciones "Smell the Roses" y "Comfortably Numb" en el DVD y Blu-Ray. 

## Listado de canciones
Todas las canciones fueron grabadas en Ámsterdam en junio de 2018, el álbum fue clasificado como banda sonora.
| Disco 1 |                                                                                            |                                |          |  |
| N.º     | Título                                                                                     | Escritor(es)                   | Duración |  |
| 1.      | «Introduction»                                                                             | Waters                         | 1:41     |  |
| 2.      | «Speak to Me» (Reproducido en cinta, con partes de la pista vocal de "When We Were Young") | Waters, Mason                  | 0:28     |  |
| 3.      | «Breathe (In the Air)»                                                                     | Gilmour, Wright, Waters        | 2:48     |  |
| 4.      | «One of These Days»                                                                        | Waters, Wright, Gilmour, Mason | 5:27     |  |
| 5.      | «Time»                                                                                     | Waters, Wright, Gilmour, Mason | 5:53     |  |
| 6.      | «Breathe (Reprise)»                                                                        | Gilmour, Wright, Waters        | 1:09     |  |
| 7.      | «The Great Gig in the Sky»                                                                 | Wright, Torry                  | 4:57     |  |
| 8.      | «Welcome to the Machine»                                                                   | Waters                         | 8:02     |  |
| 9.      | «Déjà Vu»                                                                                  | Waters                         | 4:44     |  |
| 10.     | «The Last Refugee»                                                                         | Waters                         | 4:22     |  |
| 11.     | «Picture That»                                                                             | Waters                         | 6:47     |  |
| 12.     | «Wish You Were Here»                                                                       | Waters, Gilmour                | 5:01     |  |
| 13.     | «The Happiest Days of Our Lives»                                                           | Waters                         | 1:36     |  |
| 14.     | «Another Brick in the Wall (Pt. II)»                                                       | Waters                         | 3:36     |  |
| 15.     | «Another Brick in the Wall (Pt. III)»                                                      | Waters                         | 1:35     |  |
| 58:06   |                                                                                            |                                |          |  |

| Disco 2 |                                         |                 |          |  |
| N.º     | Título                                  | Escritor(es)    | Duración |  |
| 1.      | «Dogs»                                  | Waters, Gilmour | 15:57    |  |
| 2.      | «Pigs (Three Different Ones)»           | Waters          | 11:37    |  |
| 3.      | «Money»                                 | Waters          | 7:23     |  |
| 4.      | «Us and Them»                           | Wright, Waters  | 7:53     |  |
| 5.      | «Brain Damage» (Con introducción vocal) | Waters          | 4:32     |  |
| 6.      | «Eclipse»                               | Waters          | 4:30     |  |
| 7.      | «The Last Refugee (Reprise)»            | Waters          | 1:28     |  |
| 8.      | «Déjà Vu (Reprise)»                     | Waters          | 2:28     |  |
| 55:48   |                                         |                 |          |  |

| Canciones adicionales (Sólo en las ediciones digital, DVD y Blu-Ray) |                    |                 |          |  |
| N.º                                                                  | Título             | Escritor(es)    | Duración |  |
| 1.                                                                   | «Comfortably Numb» | Waters, Gilmour | 7:38     |  |
| 2.                                                                   | «Smell the Roses»  | Waters          | 5:41     |  |
| 13:19                                                                |                    |                 |          |  |

- Nota: En los lanzamientos digitales, todas las pistas tienen la leyenda "En vivo en Ámsterdam, junio de 2018".

## Actores
- Rufat Aliyev como refugiado
- Farshid Azizi como refugiado
- Nikoo Bafti como refugiado
- Azzurra Caccetta como la última refugiada
- Anais Dupay-Rahman como su hija
- Salem Hanna como refugiado
- Hayley como Bailarina en Money
- Glendon Jones como prisionero
- Farzad Khaledi como refugiado
- Buket Komur como niña palestina
- Lucas Kornacki como Piloto de drones
- Jad Marz como refugiado
- Pedram Mehdian como refugiado
- Nader Moradi como refugiado
- Feride Morcay como refugiada
- Liat Mordechai como refugiada
- Farahnaz Rahmani como refugiada
- Sylvana Savvas como refugiada
- Reza Zohreh Kermani como refugiado (acreditado como Reza Kermani)

## Músicos
- Roger Waters - voz, guitarras, bajo
- Gus Seyffert - coros, guitarras, bajo
- Jonathan Wilson - guitarras, voz
- Dave Kilminster - guitarras, talk box, coros
- Jon Carin - teclados, piano, programación, sintetizadores, guitarra lap steel, guitarras, coros
- Bo Koster - teclados, órgano Hammond
- Holly Laessig - voz, coros, tambores
- Jess Wolfe - voz, coros, tambores
- Ian Ritchie - saxofón
- Joey Waronker - batería

## Listas
| Lista (2020)                       | Posición |
| ---------------------------------- | -------- |
| Australian Albums (ARIA)           | 35       |
| Austrian Albums (Ö3 Austria)       | 12       |
| Belgian Albums (Ultratop Flandes)  | 23       |
| Belgian Albums (Ultratop Valonia)  | 10       |
| Dutch Albums (Album Top 100)       | 15       |
| French Albums (SNEP)               | 33       |
| German Albums (Offizielle Top 100) | 4        |
| Hungarian Albums (MAHASZ)          | 10       |
| Irish Albums (OCC)                 | 27       |
| Italian Albums (FIMI)              | 5        |
| New Zealand Albums (RMNZ)          | 24       |
| Norwegian Albums (VG-lista)        | 15       |
| Polish Albums (ZPAV)               | 3        |
| Portuguese Albums (AFP)            | 1        |
| Scottish Albums (OCC)              | 5        |
| Spanish Albums (PROMUSICAE)        | 13       |
| Swiss Albums (Schweizer Hitparade) | 6        |
| UK Albums (OCC)                    | 9        |